# Shamil Abbyasov
Shamil Abbyasov (né le 16 avril 1957) est un athlète kirghiz, spécialiste du triple saut et du saut en longueur.

## Biographie
Il remporte sous les couleurs de l'Union soviétique deux médailles lors des Championnats d'Europe en salle 1981 de Grenoble : le bronze au saut en longueur avec une marque de 7,95 m, et l'or au triple saut en réalisant un nouveau record de la compétition avec 17,30 m. Il devance l'Allemand Klaus Kübler et le Britannique Aston Moore.
Il est marié à la sauteuse en longueur Tatyana Kolpakova.

### Palmarès
| Date | Compétition                    | Lieu     | Résultat | Épreuve          | Performance |
| ---- | ------------------------------ | -------- | -------- | ---------------- | ----------- |
| 1981 | Championnats d'Europe en salle | Grenoble | 3e       | Saut en longueur | 7,95 m      |
| 1981 | Championnats d'Europe en salle | Grenoble | 1er      | Triple saut      | 17,30 m     |
| 1981 | Coupe du monde des nations     | Rome     | 3e       | Saut en longueur | 7,95 m      |

### Records
| Épreuve          | Épreuve   | Performance | Lieu      | Date            |
| ---------------- | --------- | ----------- | --------- | --------------- |
| Saut en longueur | Plein air | 8,16 m      | Leningrad | 2 août 1981     |
| Saut en longueur | Salle     | 8,09 m      | Moscou    | 8 février 1985  |
| Triple saut      | Plein air | 17,27 m     | Tashkent  | 15 mai 1983     |
| Triple saut      | Salle     | 17,30 m     | Grenoble  | 21 février 1981 |